# Huis Herlaar
Het Huis Herlaar of Huis te Ameide was een kasteel in de Nederlandse plaats Tienhoven, provincie Utrecht.

## Geschiedenis
Het kasteel zal in de jaren 1270-1280 zijn gebouwd door Dirk van Herlaar († circa 1286) of zijn zoon Arnold († 1296/1298). De familie Van Herlaar was oorspronkelijk afkomstig uit Brabant. Dirk had de heerlijkheid Ameide vóór 1266 verworven en was daardoor leenman geworden van de bisschop van Utrecht. Hij liet de heerlijkheid en het kasteel na aan zijn zoon Arnold.

### De familie Van Herlaar
Uiterlijk in 1298 overleed Arnold van Herlaar en hij liet de heerlijkheid Ameide met het kasteel na aan zijn zoon Dirk. Nog datzelfde jaar gaf Dirk in een oorkonde aan dat hij zijn kasteel als open huis beschouwde voor de recent aangetreden graaf van Holland, Jan I. Door deze belofte keerde hij zich in feite tegen zijn leenheer Willem Berthoud, bisschop van Utrecht, omdat het graafschap Holland zich vijandig opstelde jegens de bisschop. Mogelijk voelde Dirk zich onder druk gezet door Wolfert van Borselen: deze edelman hielp de nog jonge graaf Jan met het bestuur in Holland en dwong verschillende aan Utrecht verbonden edelen om de kant van Holland te kiezen.
In 1305 overleed Dirk zonder kinderen achter te laten, waardoor Ameide en het kasteel aan zijn zuster Aleid (1270/1275 - circa 1312) toekwamen. Zij was gehuwd met Gerard van Loon († 1323) en kreeg met hem waarschijnlijk vijf kinderen. Zij zouden zich overigens niet noemen naar hun vader maar droegen de achternaam van hun moeder.

#### Vergiffenis
Aleids zoon Dirk van Herlaar (circa 1290/1295 - circa 1354) huwde Heilwich van Arkel. Hij volgde in 1312 zijn moeder op als heer van Ameide. Dit leverde aanvankelijk een probleem op, want de bisschop had kennelijk lucht gekregen van de brief uit 1298 waarin het kasteel van Ameide aan de graaf van Holland was aangeboden. Dirk moest vergiffenis vragen en trouw beloven aan de bisschop, waarna hij met Ameide werd beleend. Overigens ging in 1327 de heerlijkheid Ameide over naar de graaf van Holland, waardoor Dirk alsnog leenman werd van Holland.
Heilwich erfde in 1326 de Grote Waard bij Noordeloos, dat grensde aan de heerlijkheid Ameide. Hierdoor werden het gebied en de inkomsten van het echtpaar sterk uitgebreid.

#### Jan van Herlaar en Jan van Blois
In 1354 volgde Jan van Herlaar († 1369) zijn vader Dirk op als heer van Ameide. Jan leerde rond 1358 kennismaken met de edelman Jan van Blois, die zich na een grote erfenis in 1356 ontpopte tot een belangrijke figuur met een eigen hofhouding en entourage. Jan van Herlaar werd zijn raadgever en vertrouwenspersoon. In 1362 verbleef Jan van Blois enkele weken op het kasteel in Ameide, waarvoor hij overigens verblijfskosten betaalde. Een jaar later betaalde hij zelfs de rekeningen voor de verbouwing van het kasteel. 
Jan van Herlaar kreeg drie dochters. Jan had nog voor zijn dood de huwelijken van zijn dochters geregeld. Zo zou oudste dochter Heilwich trouwen met Hendrik II van Vianen. In de huwelijksafspraken was ook reeds vastgelegd dat na Jans dood het kasteel Herlaar aan de heer van Vianen zou toekomen. Een belangrijke rol bij het maken van deze huwelijksafspraken was weggelegd voor Jan van Blois. Toen Heilwich in 1373 trouwde met Hendrik, werd zij de nieuwe vrouwe van Ameide en kwamen haar bezittingen inderdaad aan de heren van Vianen. 
In 1388 belegerde Jan van Arkel het kasteel toen hij in oorlog was met Hendrik van Vianen.
Na Hendriks overlijden in 1418 vererfde het kasteel naar de familie Brederode, die het tot 1684 in bezit zou houden.

### Verwoesting en herbouw
In 1672 werd de Republiek door Frankrijk aangevallen. Hierbij werd Ameide door de Franse troepen geplunderd en ook het kasteel zal hierbij zijn verwoest. In 1684 erfde de familie Van der Lippe het kasteel. In 1725 werden alle rechten op kasteel en heerlijkheid verkocht aan de Staten van Holland.
In 1727 kochten Arnout van den Bergh en zijn vrouw Margaretha van Eyck de heerlijkheid en lieten de kasteelruïne afbreken. In 1729 werd begonnen met de bouw van een modern herenhuis dat al een jaar later gereed kwam. Mogelijk was een ronde toren van het oude kasteel bewaard gebleven en in de tuin verwerkt. Het echtpaar gebruikte het herenhuis als buitenplaats.
In 1811 is het herenhuis gesloopt. Het vrijgekomen terrein werd gebruikt voor de teelt van groente en fruit. In de jaren 30 van de 20e eeuw werd op de kasteellocatie een nieuwe woning gebouwd.

### Onderzoek
Er heeft beperkt archeologisch onderzoek plaatsgevonden naar het middeleeuwse kasteel. In 2005 zijn de mogelijke resten van een gedempte gracht gevonden. Losse baksteenfragmenten die rondom de woning zijn gevonden, wijzen op een bouwperiode in de 13e eeuw; de stenen zijn echter gevonden zonder een duidelijke context, waardoor er verder geen conclusies aan verbonden kunnen worden. Het gebrek aan vondsten kan er op wijzen dat het kasteel niet op dezelfde plaats stond als het 18e-eeuwse huis. 
Door de bewoners van het woonhuis zijn eveneens vondsten gedaan, zoals aardewerk, kloostermoppen en metalen voorwerpen. 

## Beschrijving
De oudste vermelding van het Huis Herlaar dateert uit 1298, toen Dirk van Herlaar zijn huse openstelde voor de graaf van Holland.
Het 13e-eeuwse kasteel was mogelijk alleen nog een woontoren. Deze toren zal dan in de 14e eeuw - vermoedelijk in 1362/1363 - zijn uitgebreid tot een grote burcht met een vierkante of rechthoekige vorm. Op de hoeken stonden twee ronde en één vierkante hoektoren, terwijl zich op de noordwestelijke hoek een geschakelde woontoren bevond. Rondom het kasteel lag een dubbele gracht die in verbinding stond met de Lek. Het totale kasteelterrein was circa 85 bij 150 meter groot, terwijl de hoofdburcht een afmeting had van circa 40 bij 50 meter.
Het herenhuis dat in 1730 gereed kwam, was gebouwd in Lodewijk IV-stijl. Op het dak stond een koepel. In de gevel was een pronkrisaliet aangebracht.
Van het Huis Herlaar is alleen het 18e-eeuwse toegangshek bewaard gebleven. Op de hekpijlers staan zandstenen, schilddragende leeuwen. Dit hek is een rijksmonument.

## Afbeeldingen

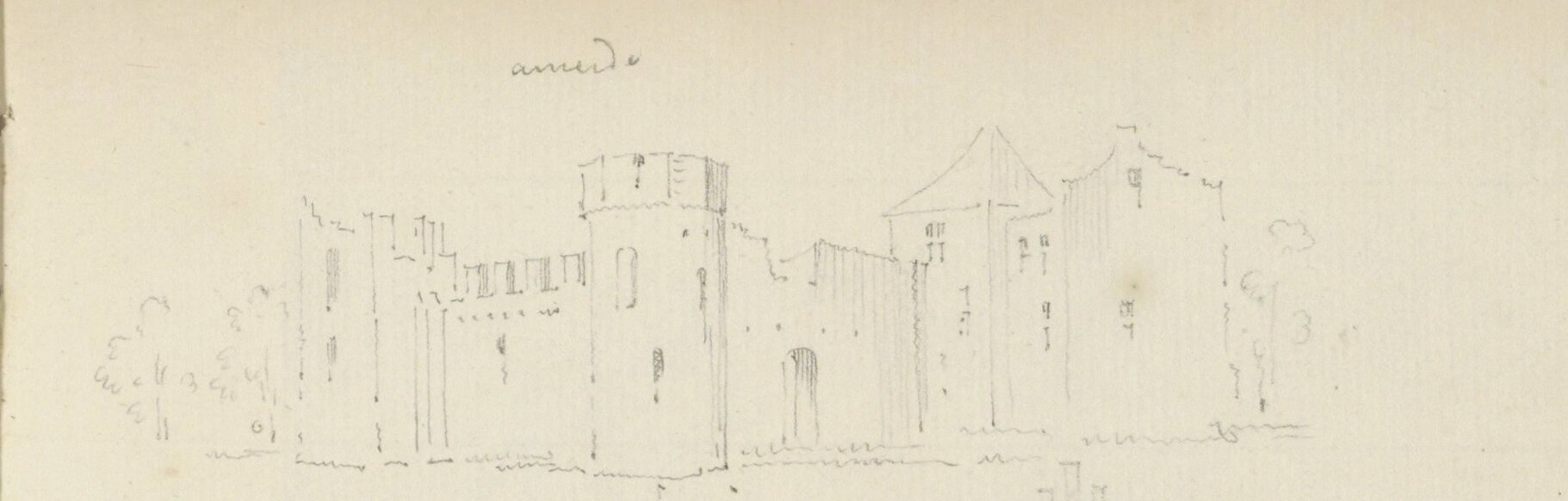
Tekening van Abraham de Haen (1731) van het middeleeuwse kasteel
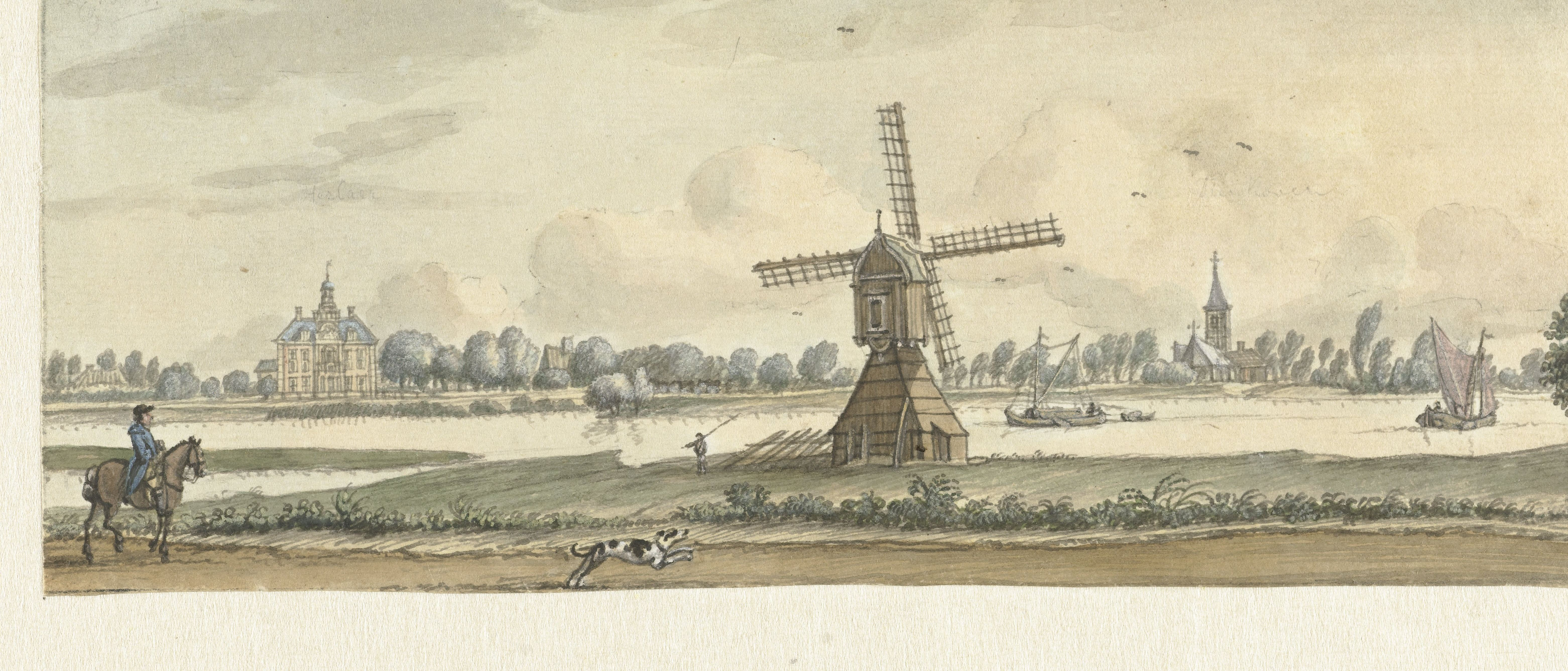
Gezicht op Tienhoven en het Huis Herlaar, door Jan de Beijer (1750)
Het Huis Herlaar op een kaart uit 1751
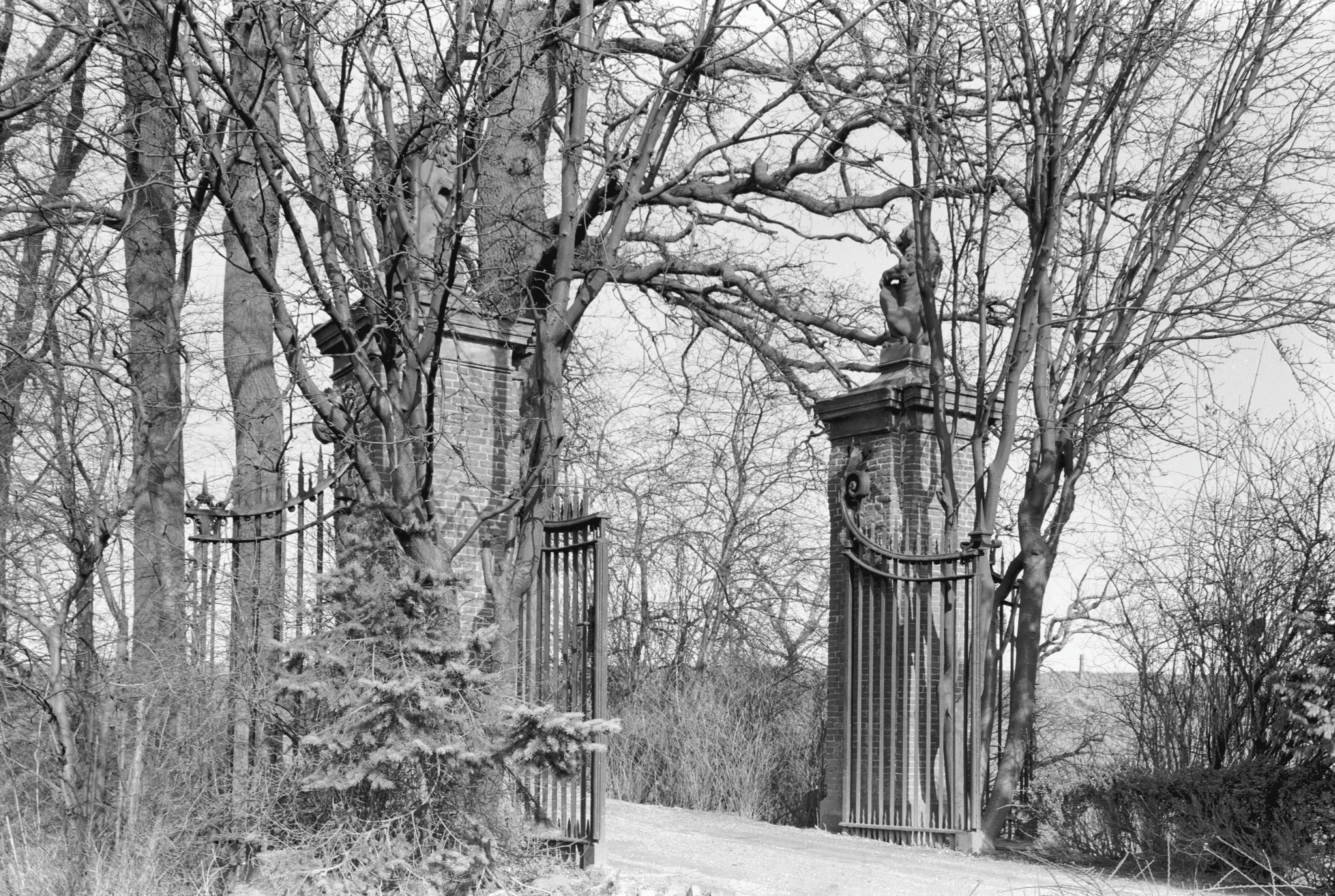
De hekpijlers uit 1730
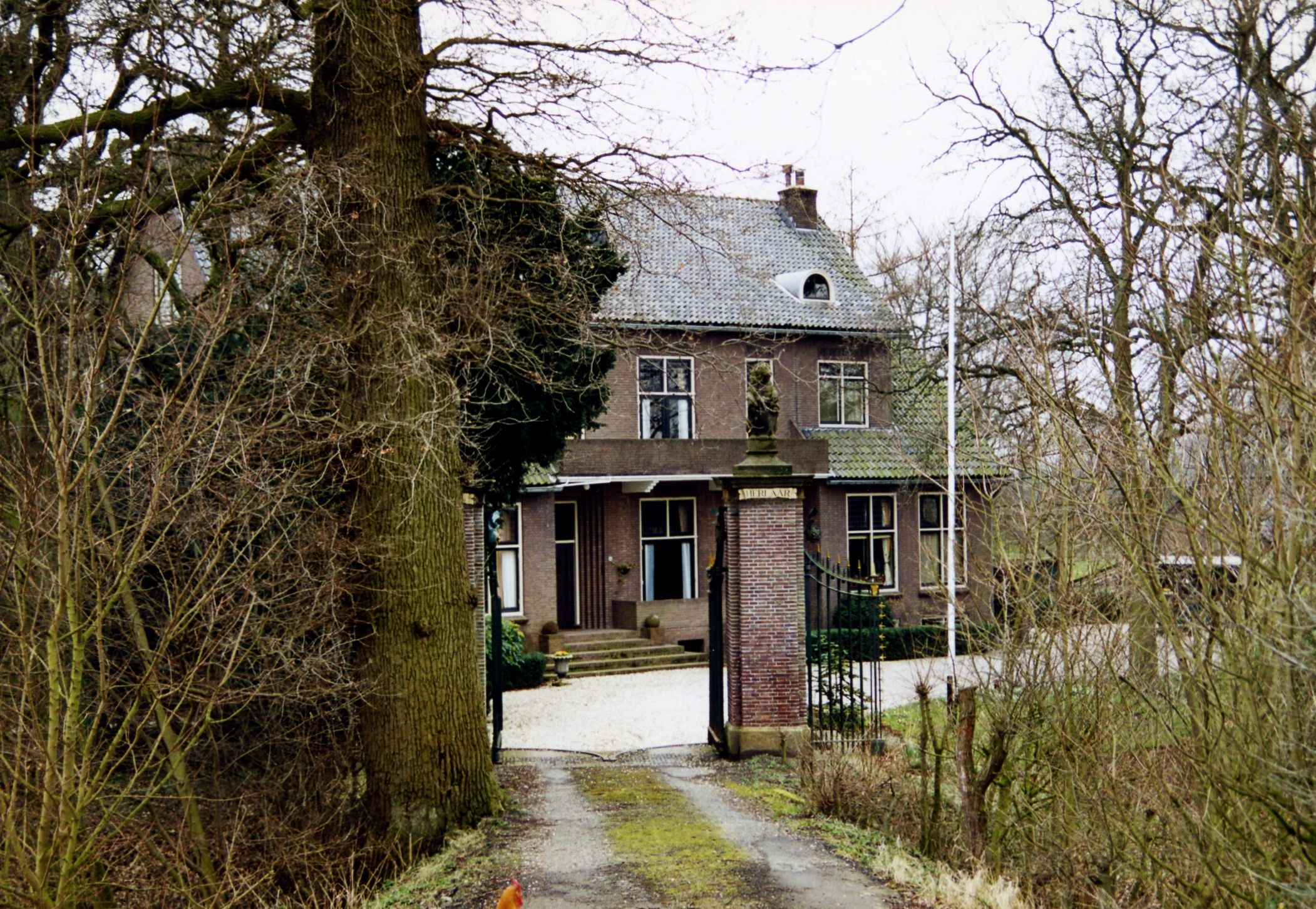
Het hek uit 1730 en de villa uit de jaren 30 van de 20e eeuw

Kasteel Ter Aa (Breukelen) ·
Aastein ·
Slot Abcoude ·
Amaliastein ·
Nieuw-Amelisweerd ·
Oud-Amelisweerd ·
Kasteel Amerongen ·
Kasteel Batestein (Harmelen) ·
Kasteel Batestein (Vianen) · 
De Beest ·
Bergestein ·
Beverweerd ·
Blasenburg ·
Blikkenburg ·
Blommesteyn ·
Bolenstein ·
Bolsweerd ·
Bottestein ·
Kasteel Broekhuizen ·
Bruinenburg ·
Huis Cammingha ·
Clarenborg ·
Coelhorst ·
De Batau ·
Dompselaer ·
Huis Doorn ·
Drakenburg (kasteel) ·
Drakensteyn ·
Kasteel Duurstede ·
Huis Ter Eem ·
Eijkelenburg ·
Emmickhuizen ·
Den Engh ·
Essenstein ·
Everstein (Everdingen) ·
Everstein (Jutphaas) ·
Den Eyck ·
Galesloot ·
Kasteel Geerestein ·
Gildenborgh ·
Kasteel Ten Goye ·
Grauwert ·
Grijpestein ·
Groenestein (Langbroek) ·
Kasteel Groeneveld (Baarn) ·
Groenewoude (Woudenberg) ·
Gunterstein ·
Kasteel de Haar ·
Kasteel Hagestein ·
Hamtoren ·
Kasteel Hardenbroek ·
Huis Harmelen ·
Ridderhofstad Heemstede ·
Kasteel Heemstede ·
Heimenberg ·
Heimerstein ·
Huis Herlaar ·
Ter Heul ·
Heulestein ·
Hindersteyn ·
Kasteel Ter Horst (Achterberg) ·
Isselt ·
Kasteel IJsselstein ·
Jagenstein ·
Kersbergen ·
Killestein ·
Kronenburg (kasteel) ·
Kasteel Levendaal ·
Lichtenberg (Woudenberg) ·
Lievendaal (Amerongen) ·
Landgoed Linschoten ·
Kasteel Linschoten ·
Lockhorst ·
Kasteel Loenersloot ·
Kasteel Lunenburg ·
Huis Maarsbergen ·
Marckenburg ·
Ter Meer ·
Ter Mey (Haarzuilens) ·
Huis te Mijdrecht ·
Huis te Mijnden ·
Kasteel Moersbergen ·
Kasteel Montfoort ·
Natewisch ·
Te Nesse ·
Kasteel Nijenrode ·
Nijenstein ·
Nijeveld ·
Noordwijk (Langbroek) ·
Huis te Oosterwijk ·
Oostwaard (Utrecht) ·
Op de Bol ·
Oud-Broekhuizen ·
Ridderhofstad Oudaan ·
Huis Oudegein ·
Oudenhorst ·
Plettenburg (kasteel) ·
Huis De Polle ·
Prattenburg ·
Kasteel Putkop ·
Randenbroek (park) ·
Remmerstein ·
Kasteel Renswoude ·
Rhijnauwen ·
Kasteel Rhijnestein ·
Huis Riebeek ·
Kasteel Rijnenburg ·
Rijnestein ·
Rijneveld ·
Kasteel Rijnhuizen ·
Rijningen ·
Huis Rijnsweerd ·
Rijpickerwaard · 
Kasteel Rijsenburg ·
De Roetert ·
Rumelaar ·
Kasteel Ruwiel ·
Royestein ·
Kasteel Sandenburg ·
Kasteel Schalkwijk ·
Kasteel Schonauwen ·
Schurenburg ·
Snaafburg ·
Snellenburg ·
Paleis Soestdijk ·
Steenhuis (Lopik) ·
Kasteel Sterkenburg ·
Stormerdijk ·
Landgoed Stoutenburg ·
Ten Massche ·
Valkenburg (Rhenen) ·
Huis te Velde ·
Kasteel Veldenstein ·
Hofstede te Vliet ·
Huis te Vleuten ·
Huis te Vliet (Lopik) ·
Huis te Vliet (Oudewater) ·
Vogelpoel ·
Huis te Voorn ·
Vredelant ·
Vronestein ·
Vuijlcop ·
Kasteel Walenburg ·
Wayenstein (Amerongen) ·
Kasteel Weerdenburg ·
Weerdesteyn ·
Weerestein ·
Hof ter Weyde ·
Wickenburgh ·
Wijnestein ·
Wiltenburg (Utrecht) ·
Kasteel van Woerden ·
Huis Woudenberg ·
Huis te Woudenberg (I) ·
Huis te Woudenberg (II) ·
Wulven ·
Kasteel Oud-Wulven ·
Wulvenhorst ·
Slot Zeist ·
Kasteel Zuilenburg ·
Zuileveld ·
Slot Zuylen ·
Huis Zuylenstein